# Taeniodera trusmadiana
Taeniodera trusmadiana är en skalbaggsart som beskrevs av Legrand 2004. Taeniodera trusmadiana ingår i släktet Taeniodera och familjen Cetoniidae. Inga underarter finns listade i Catalogue of Life.